# Brunei Premier League
Die Brunei Premier League ist die zweithöchste Spielklasse des nationalen Fußballverbands von Brunei.
Die Brunei Premier League war die oberste Fußballliga von Brunei, bis sie 2012 durch die Brunei Super League ersetzt wurde.

## Aktuelle Saison
In der Saison 2018/2019 nahmen die folgenden acht Mannschaften am Spielbetrieb teil.
| Teilnehmer |
| - Brunei DPMM FC II - Tabuan Muda - BSRC FT - Pancur Murai FC - Rainbow FC - Jerudong FC - Seri Wira FC - Rimba Star FC |

## Meisterhistorie
| Saison    | Meister                                                            | 2. Platz                                                           | 3. Platz                                                           |
| --------- | ------------------------------------------------------------------ | ------------------------------------------------------------------ | ------------------------------------------------------------------ |
| 2014      | Lun Bawang FC                                                      | IKLS FC                                                            | BSRC FT                                                            |
| 2015      | Kota Ranger FC                                                     | Tabuan U18                                                         | Kasuka FC                                                          |
| 2016      | Al-Idrus Junior FT                                                 | Menglait FC                                                        | Tabuan U17                                                         |
| 2017      | Setia Perdana FC                                                   | IKLS FC                                                            | BSRC FT                                                            |
| 2018/2019 | Brunei DPMM FC II                                                  | Tabuan Muda                                                        | BSRC FT                                                            |
| 2020      | Wegen der COVID-19-Pandemie wurde keine Meisterschaft ausgetragen. | Wegen der COVID-19-Pandemie wurde keine Meisterschaft ausgetragen. | Wegen der COVID-19-Pandemie wurde keine Meisterschaft ausgetragen. |
| 2021      |                                                                    |                                                                    |                                                                    |